# Oceanus Procellarum

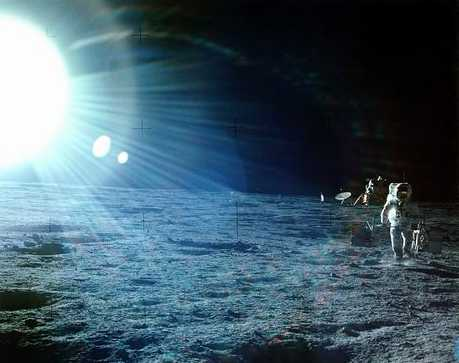
Tripulação da Apollo 12 no Mar das Tormentas

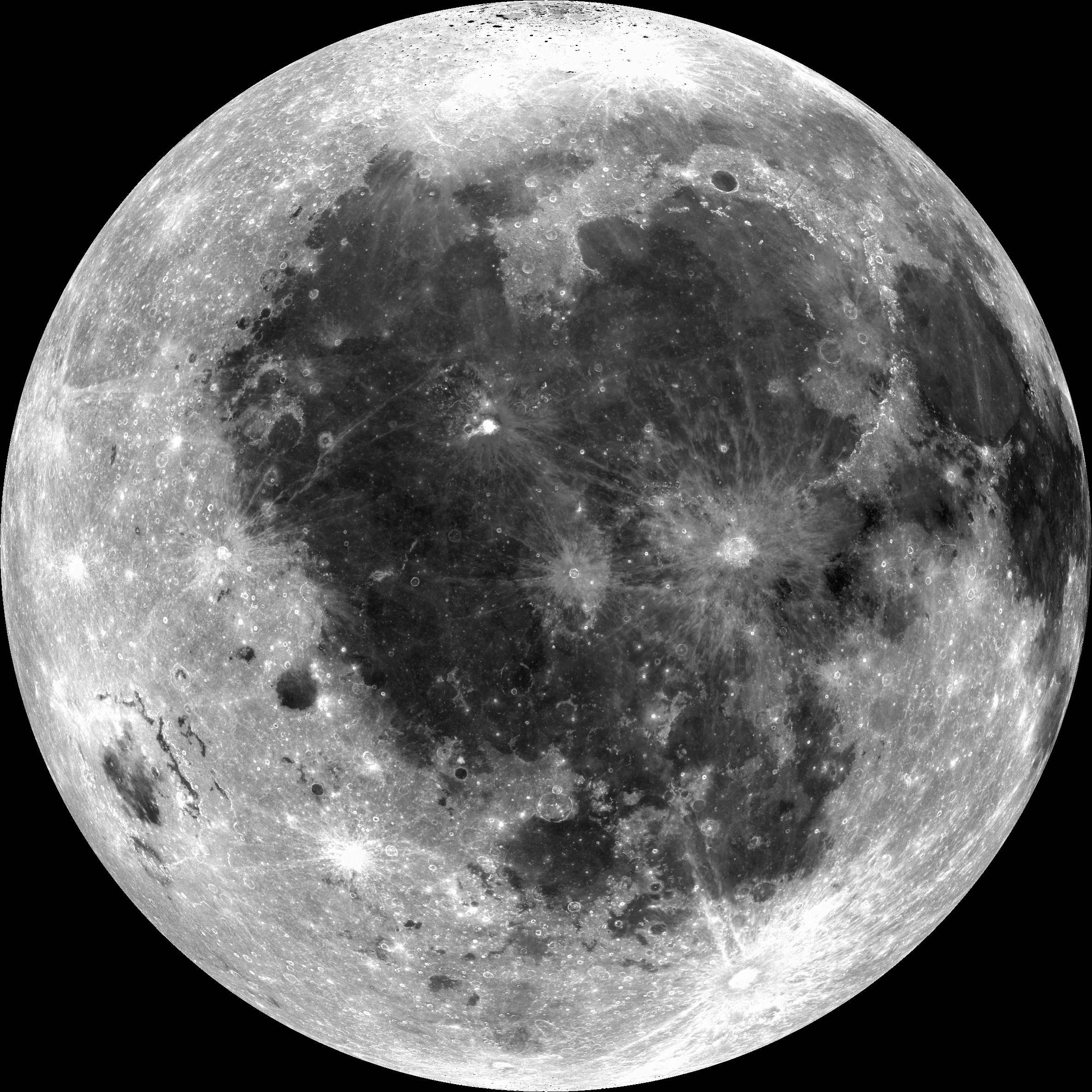
A maior parte da região escura é Oceanus Procellarum e crateras menores, como Imbrium e Serenitatis, ficam dentro de seu anel. À esquerda da linha central está o Procellarum propriamente dito.

Oceanus Procellarum (do latimː Oceanus Procellarum, o "Oceano das Tormentas") é o maior dos mares lunares na borda ocidental do lado mais próximo da Lua. É o único dos mares da Lua a ser chamado de "Oceanus" (oceano), devido ao seu tamanho: Oceanus Procellarum é o maior dos mares, estendendo-se por 2 592 km em seu eixo norte-sul e cobrindo cerca de 4 000 000 km2, representando 10,5% da área total da superfície lunar.

## Características
Como todos os mares lunares, o Oceanus Procellarum foi formado por antigas erupções vulcânicas de inundação basáltica que cobriram a região com uma camada espessa e quase plana de magma solidificado. Ao contrário dos outros mares lunares, no entanto, Oceanus Procellarum pode ou não estar contido em uma única bacia de impacto bem definida. Em torno de suas bordas estão muitas baías e mares menores, incluindo o Mare Nubium e o Mare Humorum ao sul. A nordeste, o Oceanus Procellarum é separado do Mare Imbrium pelas montanhas dos Cárpatos. Em sua borda noroeste encontra-se a cratera de raios Aristarchus com 32 km de largura, a feição mais brilhante no lado próximo da Lua. Além disso, a cratera de raios mais proeminente, Copernicus, fica dentro da borda leste da cratera, distintamente com seus materiais de raios brilhantes espalhando-se sobre o material mais escuro. Na extremidade norte do Oceanus Procellarum encontra-se Sinus Roris.

## Origem
Existem várias hipóteses sobre a origem do Oceanus Procellarum e uma assimetria relacionada entre os lados próximos e distantes da Lua. Uma das mais prováveis é que Procellarum foi resultado de um antigo impacto gigante no lado próximo da Lua. O tamanho da bacia de impacto foi estimado em mais de 3 000 quilômetros, o que a tornaria uma das três maiores crateras do Sistema Solar.

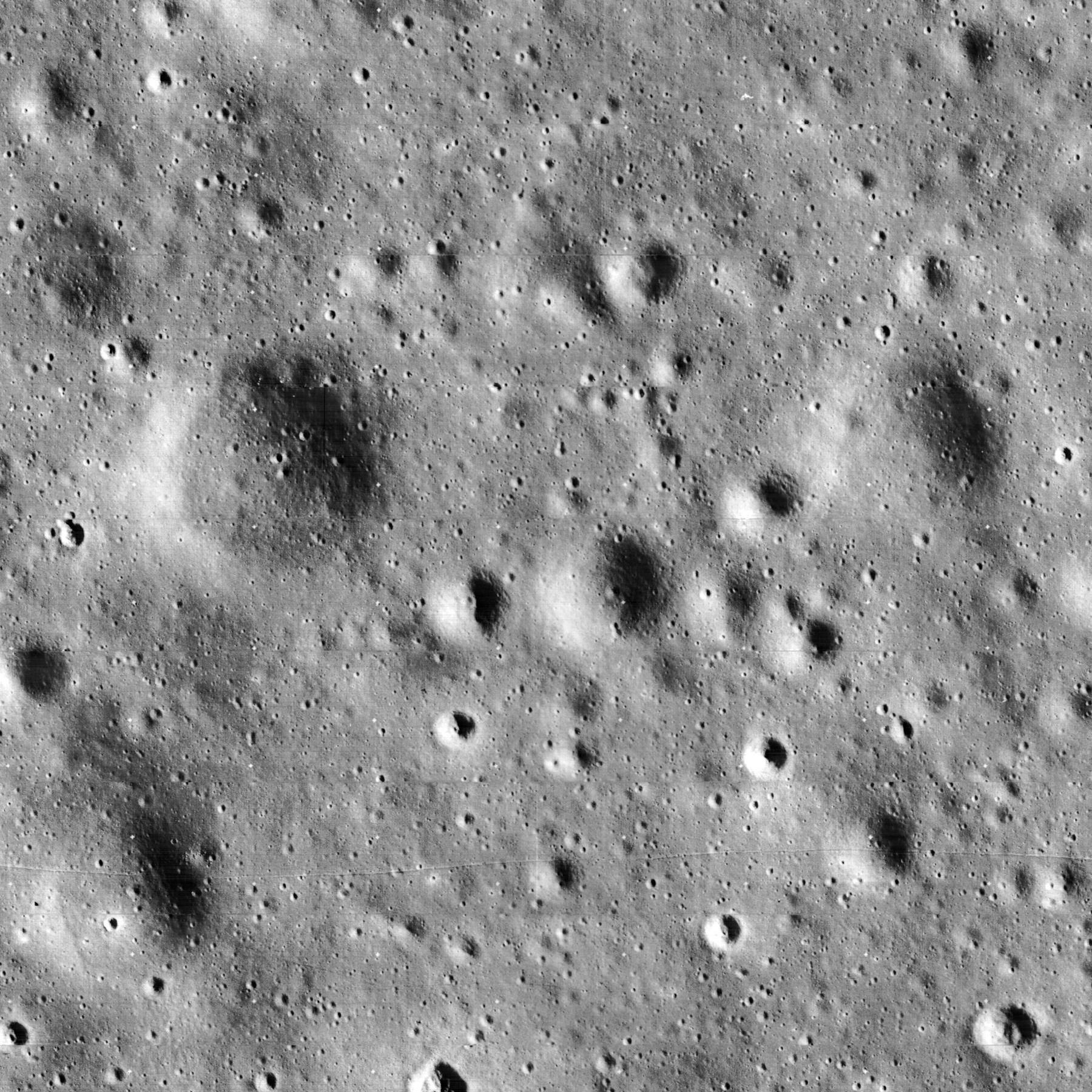
Imagem do local de pouso da Apollo 12 (centro) usado no planejamento da missão (1,75 x 1,75 km).

O impacto provavelmente aconteceu bem no início da história da Lua: na época em que o oceano de magma ainda existia ou simplesmente deixou de existir. Ele depositou de 5 a 30 km de material crustal no lado oposto, formando terras altas. Se este for o caso, todas as estruturas relacionadas ao impacto, como borda da cratera, pico central, etc., foram obliteradas por impactos posteriores e vulcanismo. Uma evidência que apoia essa hipótese é a concentração de elementos incompatíveis (KREEP) e piroxênio com baixo teor de cálcio ao redor do Oceanus Procellarum.
Procellarum também pode ter sido formado por aquecimento espacialmente não homogêneo durante a formação da lua. A missão GRAIL, que mapeou os gradientes de gravidade da Lua, encontrou formações quadradas semelhantes a vales que cercam a região abaixo das planícies de lava, sugerindo que a bacia foi formada por aquecimento e resfriamento da superfície lunar por processos internos, em vez de por um impacto, que teria deixado uma cratera redonda.
Outras hipóteses incluem um acréscimo tardio de uma lua companheira do outro lado. Este último postula que, além da Lua atual, outra lua menor (cerca de 1 200 km de diâmetro) foi formada a partir dos destroços do impacto gigante. Após algumas dezenas de milhões de anos, ele colidiu com a Lua e, devido a uma pequena velocidade de colisão, simplesmente se amontoou em um lado da Lua, formando o que agora é conhecido como planalto do outro lado.

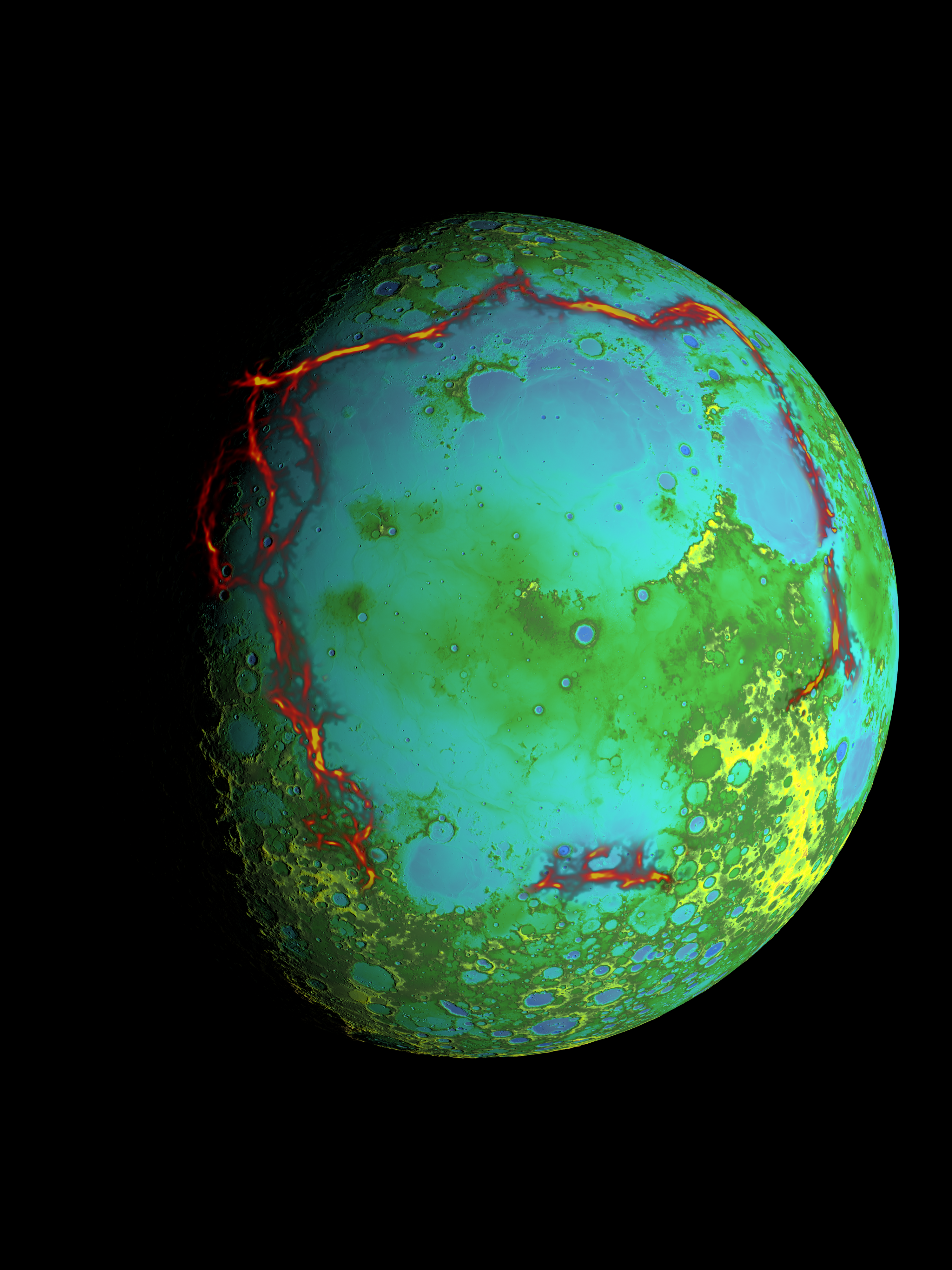
Anomalias de gravidade (vermelho) na fronteira com a região Procellarum sobrepostas em um mapa de elevação global.

## Exploração

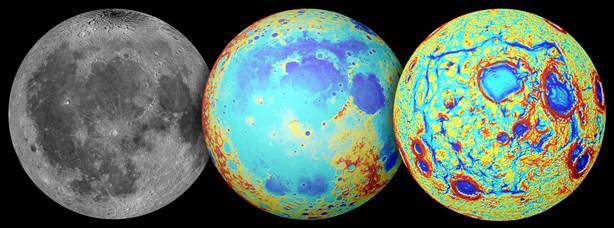
Vales antigos - estrutura retangular (visível - topografia - gradientes de gravidade GRAIL) (1 de outubro de 2014).

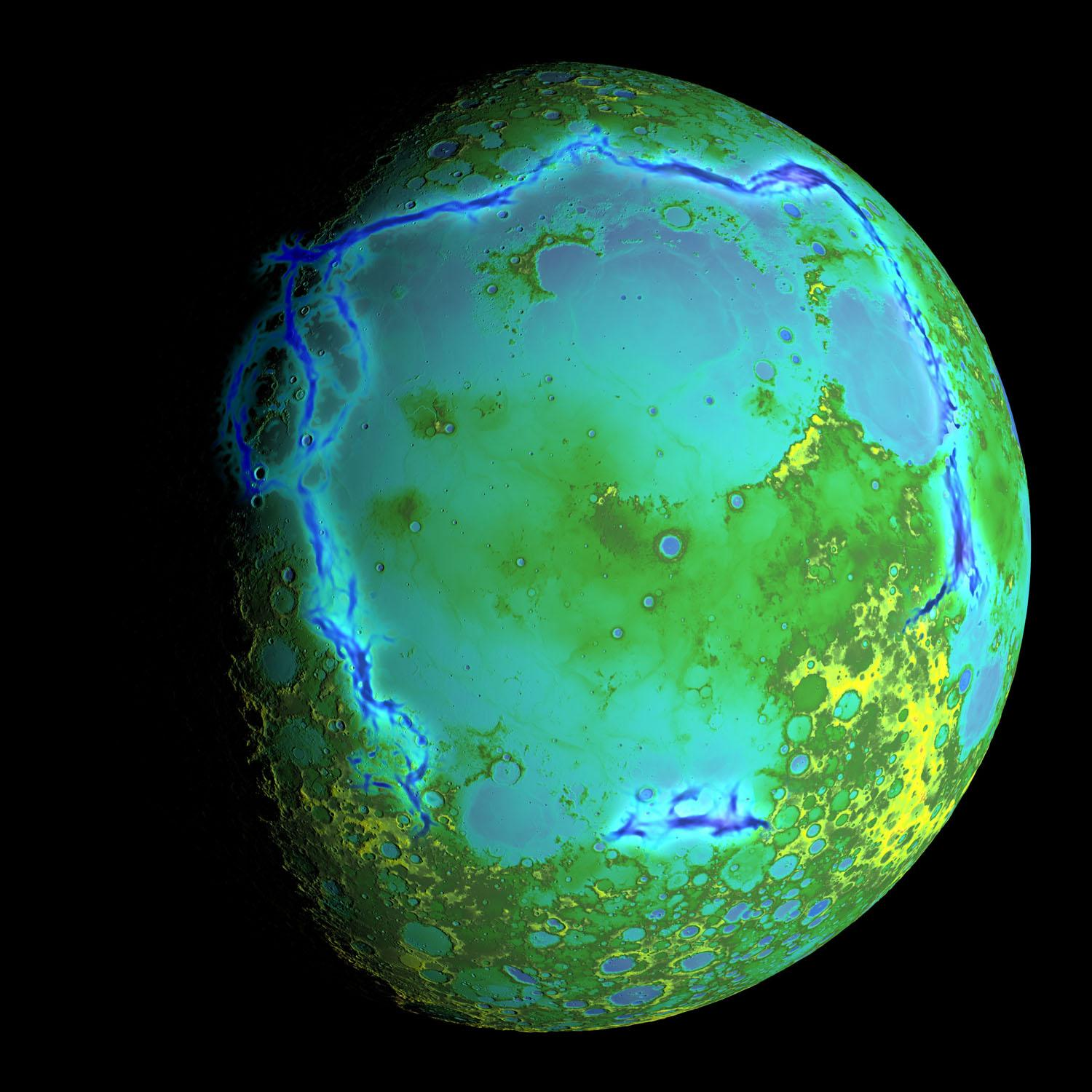
Antigos vales.

As sondas lunares robóticas Surveyor 1 e 3 e as soviéticas Luna 9 e 13 pousaram em Oceanus Procellarum. A Luna 9 pousou a sudoeste da cratera Galilaei em 1966. A Luna 13 pousou a sudeste da cratera Seleucus, mais tarde em 1966. O Surveyor 1 pousou ao norte da cratera Flamsteed (dentro do Flamsteed P maior) em 1966, e o Surveyor 3 pousou em 1967.
Durante o programa Apollo, os planejadores de operações de voo estavam preocupados em ter as melhores condições de iluminação no local de pouso, portanto, os locais de destino alternativos moviam-se progressivamente para oeste, seguindo o terminador. Um atraso de dois dias por motivos climáticos ou de equipamento teria enviado a Apollo 11 para Sinus Medii (designada ALS3) em vez de ALS2— Mare Tranquillitatis; outro atraso de dois dias teria resultado em ALS5, um local em Oceanus Procellarum, sendo alvo.
A missão tripulada Apollo 12 pousou no Oceanus Procellarum, com os astronautas Pete Conrad e Alan Bean a bordo. Seu local de pouso, a 300 metros do Surveyor 3, tornou-se conhecido como Mare Cognitum.